# 旌徳県
旌徳県（せいとく-けん）は中華人民共和国安徽省宣城市に位置する県。

## 行政区画
- 鎮:旌陽鎮、蔡家橋鎮、三渓鎮、廟首鎮、白地鎮、兪村鎮、興隆鎮、孫村鎮、版書鎮、雲楽鎮

## 交通

### 鉄道
- 中国鉄路総公司
  - 合福旅客専用線
    - 旌徳駅

### 道路
- 国道
  - G205国道